# Langdysse von Allerslev
Der Nordwest-Südost-orientierte Langdysse von Allerslev liegt in einer Grünanlage neben der Allerslev Skole (Schule) am Bispegårdsvej in Lejre auf der dänischen Insel Seeland. Der Langdysse stammt aus der Jungsteinzeit etwa 3000 v. Chr. und ist eine Megalithanlage der Trichterbecherkultur (TBK).

## Beschreibung
Der etwa 2,0 m hohe Hügel mit einem Paar Eichen misst 22 × 15 m. Es gibt einige Randsteine am Hügel. Der Archäologe B. K. Bahnson schreibt 1883 von 18 erhaltenen Randsteinen und von Steinen, die insbesondere im Osten entfernt wurden. Fast alle Steine waren mit der glatten Seite nach außen aufgestellt. In der Hügelmitte liegt ein größerer Stein im Boden, der zu einer (nicht ausgegrabenen) Kammer unbekanntem Typs zu gehören scheint.
Eine Axt (dänisch pålstav) der frühen Bronzezeit wurde zwischen den Randsteinen gefunden. Sie muss von einer Nachnutzung in der Bronzezeit stammen.
In der Nähe liegen die aus sieben Hügeln bestehende Hügelreihe von Lejre und das Ganggrab von Øm.